# Catocala louiseae
Catocala louiseae là một loài bướm đêm thuộc họ Erebidae. Nó được tìm thấy ở North Carolina phía nam đến Florida và phía tây qua Arkansas tới Texas.
Sải cánh dài khoảng 40 mm. Con trưởng thành bay vào tháng 5. Có thể có một lứa một năm.
Ấu trùng ăn Vaccinium arboreum và probably other blueberries.